# L59
L59は、第一次世界大戦時のドイツ海軍のツェッペリン型硬式飛行船。
アフリカ植民地への補給物資輸送用としてV級を改装して作られたW級の一隻である。改装内容は船体の30m延伸と気嚢2つの追加で、それによって積載量と航続距離を増加させた。W級のデータは以下のとおりである。
- 全長：226.5m
- 主リング直径：23.9m
- 気嚢数：16
- 気嚢容積：68,500㎥
- 積載量：52.1t
- エンジン出力：合計1,200hp
- 最大速度：28.6m/s
- 航続距離：16,000km

1917年、植民地の中で唯一抗戦継続中であったドイツ領東アフリカ支援計画が立ち上がり、建造中であったV級のL57がW級へと改装された。東アフリカでは水素の補給ができないため、片道飛行で現地到着後は解体して資材として利用する計画であった。そのことから優秀な人物は避けられ、L57の艦長には経験が浅めのボックホルト大尉が就いた。彼は飛行船で帆船を拿捕するということを行ったことがある人物であった。L57は9月26日に初飛行したが10月に事故で失われ、その代替としてV級のL59にL57と同様の改装がなされた。10月25日にL59は初飛行した。L59は「Afrika-Schiff」（「アフリカ船」、日本では「アフリカ号」と呼ばれる）と呼ばれた。L59の艦長は引き続きボックホルトが務めた。
11月4日、L59はブルガリアのヤンボルへ進出。2度悪天候に妨げられた後、11月21日にL59はアフリカへ向け出発した。11月22日、アフリカ大陸に到達。同日、エンジン故障により無電の送信が不可能となった。11月22日夜には内外温度差によって浮力が失われ、L59は高度400mまで降下した。一方、L59の出発後にドイツ本国では東アフリカの戦況悪化と判断され、L59へ帰還命令が出された。命令は23日0時45分にL59に届き、ハルツームの西200㎞、目的地まで2500㎞の地点でL59は反転。11月25日にヤンボルに帰還した。
L59は戦闘用へと改装された後、再びヤンボルへ戻って同方面で活動した。1918年3月10日、ナポリを攻撃。4月7日、マルタ攻撃に向かったL59はオトラント上空、またはマルタ島上空付近で原因不明の爆発事故を起こして失われた。ボックホルト以下、乗員全員が死亡した。